# ЖСМ Беджая
«ЖСМ Беджая» — алжирский футбольный клуб из города Беджая, выступающий в Ligue Professionnelle 1. Домашние матчи проводит на стадионе «Юните Магребин», вмещающем 17 500 зрителей.

## История
Клуб основан 17 мая 1936 года. Наивысшим достижением в чемпионатах Алжира является второе место в сезонах сезоне 2010/11 и сезоне 2011/12. Клуб является обладателем кубка Алжира 2008. Команда дважды участвовала в кубке Конфедерации. В  2012 году команда впервые в своей истории выступила в лиге чемпионов КАФ, проиграв в первом раунде турнира оба матча с общим счётом 1:5 ивуарийскому клубу «АФАД Джекану»

## Достижения
- Вице-чемпион Алжира (2): 2010/11, 2011/12
- Обладатель кубка Алжира[фр.] (1): 2007/08[фр.]

## Выступления в международных клубных турнирах Африки
| Сезон | Турнир             | Раунд  |                   | Клуб             | Счёт                  |
| ----- | ------------------ | ------ | ----------------- | ---------------- | --------------------- |
| 2008  | Кубок Конфедерации | 1/16   | Флаг Туниса       | Сфаксьен         | 0-1, 1-1              |
| 2009  | Кубок Конфедерации | 1/16   | Флаг Сенегала     | Якаар            | 1-1, 4-1              |
| 2009  | Кубок Конфедерации | 1/8 1R | Флаг Мали         | Стад Мальен      | 1-0, 0-1 (12-13 пен.) |
| 2012  | Лига чемпионов КАФ | 1R     | Флаг Кот-д’Ивуара | АФАД Джекану     | 1-2, 0-3              |
| 2013  | Лига чемпионов КАФ | QR     | Флаг Нигера       | Олимпик (Ниамей) | 3-0, 0-0              |
| 2013  | Лига чемпионов КАФ | 1R     | Флаг Ганы         | Асанте Котоко    | 0-0, 1-1              |
| 2013  | Лига чемпионов КАФ | 2R     | Флаг Туниса       | Эсперанс         | 0-0, 0-1              |
| 2013  | Кубок Конфедерации | 1/8    | Флаг Туниса       | Этуаль дю Сахель | 1-2, 2-2              |

## Известные игроки
Участники континентальных и мировых первенств в составе национальных сборных
- Брахим Зафур[англ.] /2008—н. в.; 99 матчей, 4 гола